# Петра Квитова
Петра Квитова (чеш. Petra Kvitová; 8. март 1990) чешка је тенисерка. Два пута је освојила Вимблдон (2011. и 2014.) у појединачној конкуренцији, као и једно ВТА првенство (2011). Најбољи пласман на ВТА листи јој је друго место. Квитова је такође, освојила осам Обавезних Премијер / Премијер 5 турнира и бронзану медаљу на Љетњим олимпијским играма 2016. у Риу де Жанеиру. Заједно са репрезентацијом је дошла до шест трофеја у Фед купу и у пару са Томашом Бердихом до титуле на Хопман купу 2012. године.

## Приватни живот
Петра Квитова је рођена у Биловецу у бившој Чехословачкој, данашњој Чешкој Републици, од оца Јиржија и мајке Павле. Има два брата, Јиржија и Либора. Током детињства идол јој је била Мартина Навратилова.

## Каријера

### 2008.
У 2008. години, Петра Квитова се први пут квалификовала у главни жреб неког WTA турнира. То је било Отворено првенство Париза. На том турниру она је победила ондашњу 30. играчицу света Анабел Медину Гаригес резултатом 6-2, 6-3. У наредном колу је поражена од Јелене Дементјеве. Исте године као квалификанткиња на турниру у Мемфису победила је Винус Вилијамс резултатом 2-6, 6-4, 6-3 што је била њена прва победа против играчице која се налази међу десет најбољих на WTA листи. Након тога је поражена у првом колу турнира у Мајамију и Прагу, и у другом колу турнира у Стразбуру.
На Ролан Гаросу је по први пут играла у сениорској конкуренцији неког гренд слем турнира. У првом колу је победила Акико Моригами, у другом Саманту Стосур, и у трећем Агнеш Савај. У осмини финала је изгубила од Каје Канепи, у три сета. На Вимблдону је испала у првом колу али је на турниру у Будимпешти по први пут стигла до четвртфинала неког WTA турнира. На турниру у Цириху је такође стигла до четвртфинала где је поражена од Ане Ивановић резултатом 6-1, 6-4. Након овог турнира по први пут се пласирала међу 50 најбољих тенисерки на свету. На Ју-Ес опену је такође испала у првом колу.

### 2009.
На почетку сезоне 2009. Петра Квитова је изгубила у првом колу Бризбејна, међутим на следећем турниру у Хобарту освојила је своју прву титулу на WTA такмичењима. Након тога изгубила је у првим колима Отвореног првенства Аустралије, Париза и Дубаија. На турниру у Индијан Велсу стигла је до трећег кола где је поражена од Вере Звонарјове. Након тога поново је забележила неколико испадања у првом колу на турнирима у Мајамију, Барселони и Ешторилу. Нешто боље резултате је забележила на турнирима у Мадриду, Бостаду, Прагу и Копру где је стизала до другог кола.
Није учествовала на Ролан Гаросу због повреде чланка, док је на Вимблдону испала у првом колу. На Ју-Ес опену је победила ондашњу прву играчицу света Динару Сафину у трећем колу да би у наредном колу изгубила од Јанине Викмајер. На турниру у Линцу Квитова се пласирала по други пут у финале те сезоне. Као и на Ју-Ес опену поново је поражена од Јанине Викмајер.

### 2010.
На Аустралијан опену 2010. стигла је до другог кола где је поражена од Серене Вилијамс која је те године освојила овај турнир. На турниру у Мемфису је стигла до полуфинала где је поражена од Марије Шарапове, која је и освојила тај турнир. Након тога пласирала се у друго коло на турниру у Индијан Велсу и на турниру у Мајамију.
На Вимблдону 2010. Квитова је победила Сорану Крстеу, Џенг Ђе, Викторију Азаренку. У осмини финала победила је Каролину Возњацки, док је у четвртфиналу била боља од Каје Канепи спасивши пет меч лопти и вративши се после 0-4 у трећем сету. У полуфиналу ју је победила у том тренутку најбоља тенисерка света и бранилац титуле Серена Вилијамс резултатом 7-6(5), 6-2. Након овог турнира пласирала се по први пут међу 30 најбољих тенисерки света. После Вимблдона уследио је поново низ лошијих резултата па је Квитова изгубила у првом колу турнира у Копру, Истанбулу, Копенхагену, Монтреалу и Њу Хејвену. На Ју-Ес опену је успела да веже две победе, против Луције Храдецке и Елене Балтаче али је у трећем колу поражена од Ким Клајстерс

### 2011.
Квитова је 2011. започела освајањем своје друге WTA титуле у каријери победом у Бризбејну. Захваљујући овој титули пласирала се на 28. место  листе.
Као 25. носилац на Аустралијан опену, Квитова је победила у првом колу Сали Пирс резултатом 6:2, 6:4, у другом колу била је боља од Ане Чакветадзе са 6:3, 6:4, у трећем колу је победила петог носиоца Саманту Стосур резултатом 7:6, 6:3. У осмини финала је победила Флавију Пенету са 3:6, 6:3, 6:3. У четвртфиналу је поражена од Вере Звонарјове са 6:2, 6:4. Ови резултати су јој донели пробој међу 20 најбољих тенисерки света. На турниру у Паризу освојила је своју другу титулу у сезони победом у финалу над Ким Клајстерс резултатом 6:4, 6:3. Након овог успеха дошла је на 14. место WTA листе. Захваљујући победама над Кристен Флипкенс и Јанином Викмајер омогућила је Фед куп екипи Чешке да дође до финала.
Победама над Александром Дулгеру, Шанел Схеперс, Вером Звонарјовом, Ли На и Викторијом Азаренком стигла је до своје треће титуле у сезони на Отвореном првенству Мадрида. Овај тријумф јој је омогућио пласман међу првих десет тенисерки света.
Као девети носилац на Ролан Гаросу, Квитова је победила Грету Арн, Џенг Ђе и Ванју Кинг, да би у осмини финала била поражена од Ли На, 2:6, 6:1, 6:3. На турниру у Истборну као осми носилац стигла је до финала где је поражена од Марион Бартоли.
Као осми носилац на Вимблдону освојила је прву гренд слем титулу. На путу до финала победила је Алексу Глач, Ен Киотавонг, Роберту Винчи, Јанину Викмајер, Цветану Пиронкову, Викторију Азаренку. У финалу је била боља од Марије Шарапове резултатом 6:3, 6:4.
Након Вимблдона, на турнеји у САД није остварила запаженије резултате. Поражена је од Андрее Петковић на Роџерс купу и у Синсинатију. На Ју-Ес опену је поражена u првом колу од Александре Дулгеру, поставши тако прва победница неког Гренд слем турнира која је поражена у првом колу наредног без освојеног сета.
На Отвореном првенству Пацифика је стигла до четвртфинала, победивши Менди Минелу и Вању Кинг. У четвртфиналу је победила Марију Шарапову, након предаје при резултату 3:4 у првом сету. У полуфиналу је поражена од Вере Звонарјове.
Након овог турнира пробила се на пето место ВТА листе и захваљујући томе прескочила је прво коло турнира у Пекингу.
На Отвореном првенству Кине поражена је у другом колу од Софије Арвидсон у три сета резултатом 6:7, 6:4, 3:6. Међутим, с обзиром да Звонарјова није одбранила поене из претходне сезоне Квитова је напредовала до четврте позиције на ВТА листи.
На турниру у Линцу, победила је Ребеку Марино, Патрицију Мајр Ахлајтнер, Данијелу Хантухову, Јелену Јанковић, и на крају у финалу Доминику Цибулкову. Ово јој је била пета титула у сезони.
На крају сезоне тријумфовала је на ВТА првенству. У групној фази победила је Веру Звонарјову, Каролину Возњацки и Агњешку Радвањску, без изгубљеног сета. У полуфиналу је победила Саманту Стосур резултатом 5:7, 6:3, 6:3, да би у финалу била боља од Викторије Азаренке резултатом 7:5, 4:6, 6:3. Сезону је окончала на 2. месту ВТА листе и титулом у Фед купу са репрезентацијом Чешке.

### 2012.
На почетку 2012. Квитова је одлучила да не брани титулу коју је 2011. освојила у Бризбејну, већ да игра на Хопман купу са Томашом Бердихом. Њих двоје су освојили овај турнир, победом над Француском у финалу. Петра Квитова је добила све мечеве у појединачној конкуренцији, победила је Цветану Пиронкову, Бетани Матек Сандс, Каролину Возњацки и Марион Бартоли.
Након овог турнира пласирала се у полуфинале Међународног првенства Сиднеја, где је поражена од Ли На. На Отвореном првенству Аустралије победила је Веру Душевину, Карлу Суарез Наваро, Марију Кириленко, Ану Ивановић и Сару Ерани, да би у полуфиналу изгубила од Марије Шарапове.
Након овог турнира у Купу федерација је остварила четири победе у мечевима Чешке са Немачком односно Италијом. Победила је Јулију Гергес, Забине Лизики, Франческу Скјавоне и Сару Ерани.
У Индијан Велсу, Петра Квитову је у трећем колу победила Кристина Макхејл, док је у Ки Бискејну испала у трећем колу од Винус Вилијамс. На турниру у Штутгарту победила је Франческу Скјавоне и Анџелик Кербер али је у полуфиналу изгубила од Марије Шарапове.
 У Мадриду је била бранилац титуле али је изгубила у другом колу од Луције Храдецке. У Риму је стигла до четвртфинала где је поражена од Анџелик Кербер.
На Отвореном првенству Француске била је постављена за четвртог носиоца. По први пут се пласирала у полуфинале овог турнира, након победа над Ешли Барти, Уршулом Радвањском, Нином Братчиковом, Варваром Лепченко, и Јарославом Шведовом. У полуфиналу је поражена од Марије Шарапове, која је и освојила овај турнир.
На Вимблдону је бранила титулу али је поражена у четвртфиналу од Серене Вилијамс, која је освојила титулу.
На Олимпијским играма у Лондону стигла је до четвртфинала где је поражена од Марије Кириленко.
Победила је на Отвореном првенству Канаде у Монтреалу. Тамо је била боља од Марион Бартоли, Тамире Пашек, Каролине Возњацки и Ли На. Победе над Ли На и Каролином Возњацки су биле прве у 2012. против тенисерки које су рангиране међу првих десет на WTA листи. На Отвореном првенству Синсинатија пласирала се у полуфинале где је поражена од Анџелик Кербер. Другу титулу у 2012. је освојила на победивши на турниру у Њу Хејвену, тамо је остварила победе над Луцијом Шафаржовом, Саром Ерани и Маријом Кириленко. На Отвореном првенству САД поражена је у четвртфиналу од Марион Бартоли, међутим имала је најбољи резултат у Ју-Ес опен серији.
На ВТА првенству Петра Квитова је поражена у првом мечу од Агњешке Радвањске након чега је одустала од турнира. Као разлог је навела проблеме са вирусом.
Сезону је окончала одбраном титуле у Купу федерација са репрезентацијом Чешке.

### 2013.
На Отвореном првенству Аустралије у првом колу је победила Франческу Скјавоне али је поражена у другом колу од Лоре Робсон. За учешће на Отвореном првенству Париза добила је позивницу и остварила је победу против Штефани Фегеле и пораз од Кристине Младеновић.
У Фед купу је остварила победе против аустралијских тенисерки Јармиле Гајдошове и Саманте Стосур. У полуфиналу је екипа Чешке поражена од Италије а Петра Квитова је остварила победу против Саре Ерани и пораз од Роберте Винчи.
Прву титулу у сезони је освојила у Дубаију где је победила Данијелу Хантухову, Ану Ивановић, Агњешку Радвањску, Каролину Возњацки и Сару Ерани. На америчкој турнеји једини запаженији резултат је остварила у Индијан Велсу где је стигла до четвртфинала победама над Олгом Говорцовом, Лесјом Цуренко, Кларом Закопаловом. У четвртфиналу тог турнира је поражена од Марије Кириленко. У Мајамију је забележила победу против Пенг Шуај и пораз од Кирстен Флипкенс. На турниру у Катовицама стигла је до финала победивши Мисаки Дој, Менди Минелу, Петру Мартић и Александру Каданцу. У финалу је поражена од Роберте Винчи. На турниру у Штутгарту стигла је до четвртфинала победама над Аником Бек и Јулијом Гергес да би затим изгубила од Ли На. У Мадриду је победила Јанину Викмајер и изгубила од Данијеле Хантухове. У Риму је победила Забине Лизики и изгубила од Саманте Стосур.
На Отвореном првенству Француске у првом колу је победила Араван Резај а након ње и Пенг Шуај, у трећем колу поражена је од Американке Џејми Хамптон.

## Стил игре
Изузетно агресивна са основне линије, Квитова се не либи честих излазака на мрежу које решава сигурним волејима. Њен стил игре најлакше је прилагодљив трави те преферира брзе подлоге. Квитова је позната по свом моћном сервису, који достиже и 190 km/h. Са своје јаче - форхенд стране леворука Квитова преферира да лоптицу удара у пењању и на тај начин шаље ударце велике снаге. Када је у питању бекхенд она га хвата када лоптица крене да пада производећи велику брзину главом рекета тако преносећи ротацију на лоптицу.
Највећа слабост Чехиње је свакако ментална снага. Офанзивна игра коју Квитова производи често јој доноси превелик број неизнуђених грешака. Такође, Квитова је позната по честим кризама на сервису и дуплим сервис грешкама.

## Гренд слем финала

### Појединачно: 3 (2–1)
| Исход        | Година | Турнир           | Подлога | Противница      | Резултат      |
| ------------ | ------ | ---------------- | ------- | --------------- | ------------- |
| Победница    | 2011.  | Вимблдон         | Трава   | Марија Шарапова | 6:3, 6:4      |
| Победница    | 2014.  | Вимблдон         | Трава   | Јуџини Бушард   | 6:3, 6:0      |
| Финалисткиња | 2019.  | Аустралијан Опен | Бетон   | Наоми Осака     | 6:7, 7:5, 4:6 |